# Czarna kura (film 1980)
Czarna kura / Czarna kura, lub mieszkańcy podziemia (ros. Чёрная курица, или Подземные жители, Czornaja kurica, ili podziemnyje żytieli) – radziecki film z 1980 roku w reżyserii Wiktora Griesia powstały na motywach bajki Antoniego Pogorielskiego Czarna kura czyli mieszkańcy Podziemnego Królestwa.

## Obsada
- Witalij Siedlecki
- Łarisa Kadocznikowa jako mamusia
- Aristarch Liwanow jako tatuś
- Albert Fiłozow jako Iwan Karłowicz
- Władimir Kaszpur
- Walentin Gaft
- Jewgienij Jewstigniejew
- Alosza Czerstwow

## Nagrody
- 1981: I nagroda w konkursie filmów dla dzieci i młodzieży na XIV Wszechzwiązkowym Festiwalu Filmowym w Wilnie[1].

## Wersja polska
- Wersja polska: Studio Opracowań Filmów w Łodzi
- Reżyseria: Czesław Staszewski
- Tekst: Elżbieta Marusik
- Dźwięk: Elżbieta Matulewicz
- Montaż: Ewa Rajczak
- Kierownictwo produkcji: Edward Kupsz

Źródło: